# John Braine
Pour les articles homonymes, voir Braine.
John Braine (13 avril 1922 à Bingley – 28 octobre 1986 ) est un romancier britannique qui se fait connaître dans les années 1950 par un roman à succès : Room at the top. La critique le classe dans le mouvement des Angry Young Men, les « jeunes gens en colère », qui explorent des thèmes réalistes à travers une série d'anti-héros issus de classes modestes.

## Œuvre
- Room at the Top, 1957 : Joe Lampton, intelligent et ambitieux mais desservi par ses origines sociales, essaie de s'arracher à son milieu en courtisant une jeune fille de la bourgeoisie. Le roman donne lieu en 1959 à un film à succès du même nom (en français Les Chemins de la haute ville) qui lui assure un plus large retentissement.
- The Vodi, 1959
- The Jealous God, 1964
- The Queen of a Distant Country, 1972
- The Pious Agent, 1975
- The Two of Us, 1984